# کنشگری

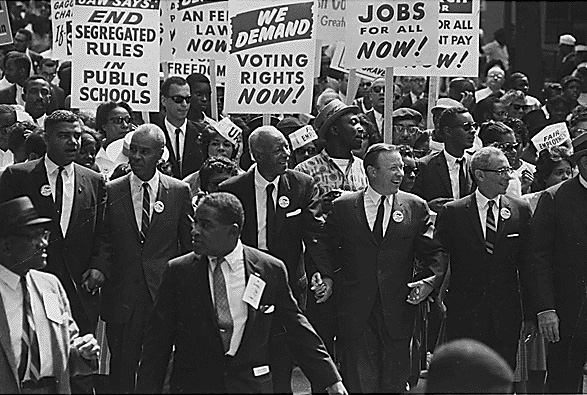
فعالان حقوق مدنی در واشینگتن در حال راهپیمایی به سوی واشینگتن برای کار و آزادی.

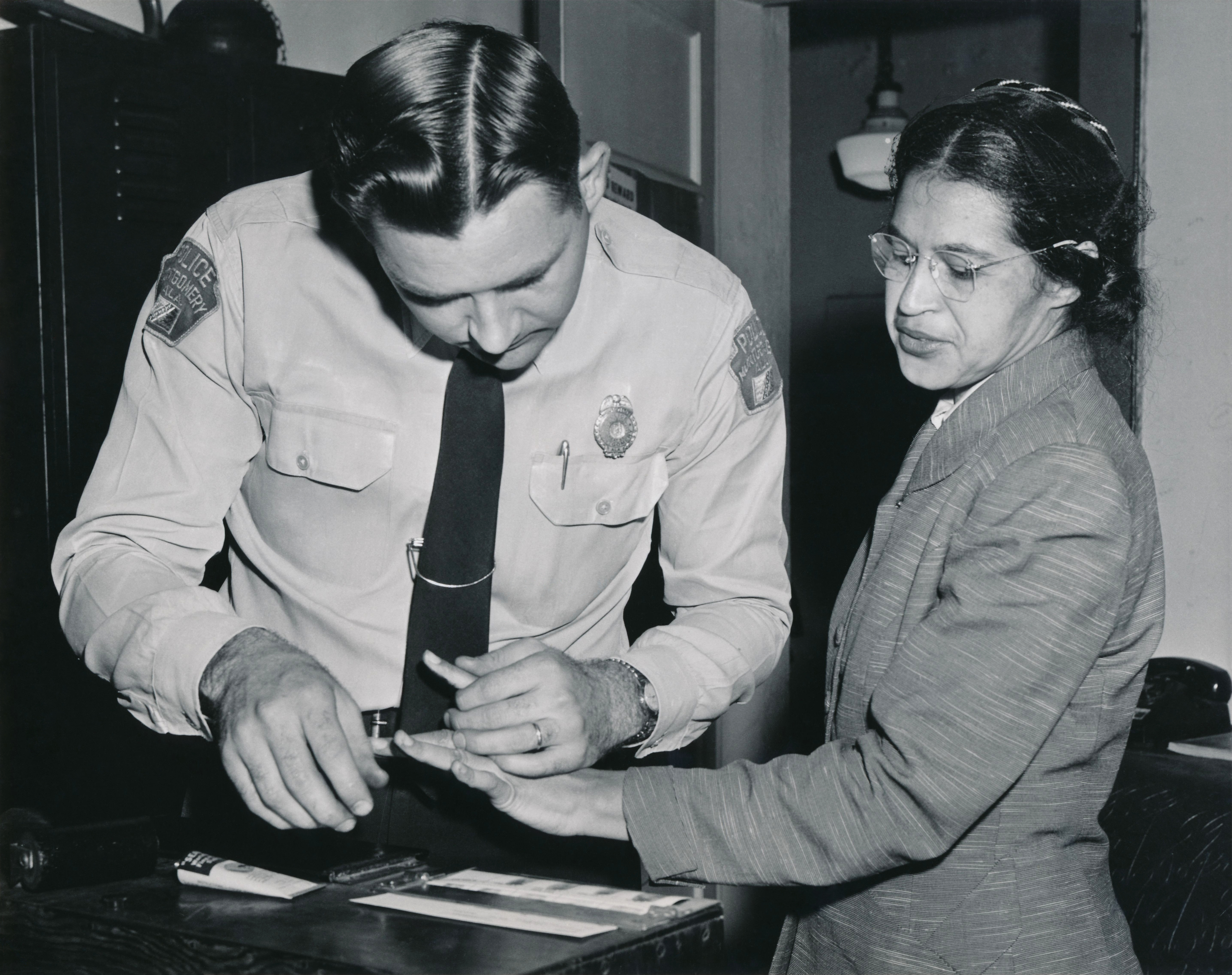
نگاره‌ای تاریخی از لحظهٔ انگشت‌نگاری شدن رُزا پارکس توسط یک افسر پلیس در مونتگُمِری، آلاباما به‌تاریخ ۲۲ فوریهٔ ۱۹۵۶ میلادی. رُزا پارکس از کنشگران جنبش مدنی سیاه‌پوستان آمریکا بود که سرپیچی‌اش از قوانین مربوط به جداسازی سیاهپوستان از سفیدپوستان با خودداری کردن از دادن صندلی‌اش در اتوبوس به یک سفیدپوست، منجر به جریمه، بازداشت و محاکمه‌اش به اتهام «نافرمانی مدنی» شد. اقدام مبارزه‌آمیزش کارزار تحریم اتوبوس‌های مونتگمری را برافروخت، کارزاری که به یکی از عظیم‌ترین و موفق‌ترین جنبش‌های مردمی علیه تفکیک و تبعیض نژادی در تاریخ آمریکا تبدیل شد و مارتین لوتر کینگ جونیور را در پیشاپیش مبارزهٔ جنبش حقوق مدنی آمریکا قرار داد.

کنشگری یا اکتیویسم (به انگلیسی: activism) به فعالیت‌های متشکل و مختلف در عرصه‌های اقتصادی، اجتماعی، سیاسی، فرهنگی، محیط زیستی گفته می‌شود که با هدف ایجاد تعادل یا جلوگیری از تغییر در این زمینه‌ها با میل بهبود در جامعه شکل می‌گیرد. فعالیت‌های مرتبط با کنشگری گسترهٔ وسیعی دارند و از نوشتن نامه‌های سرگشاده به روزنامه‌ها و سیاست‌مداران تا برگزاری کارزارهای سیاسی، بایکوت اقتصادی، راهپیمایی خیابانی، اعتصاب، تحصن و اعتصاب غذا را شامل می‌شود. کنشگری می‌تواند فردی یا گروهی سازمان یافته یا غیر سازمان یافته باشد.
كنشگر و كنشگري را مي‌توانيم نقطه مقابل انفعال، بي‌تفاوتي، انتقاد و اعتراض بي‌هدف و حتي لجاجت بدانيم. كنشگر عافيت‌طلب نيست و لزوما آسان‌ترين راه را براي پيشبرد كارهايش انتخاب نمي‌كند. به جاي اعتراض و تخريب و مطلق‌گرايي، پويايي و سازندگي و ميانه‌روي را انتخاب مي‌كند.
برخی از کنشگران تلاش می‌کنند تا به جای اعمال فشار بر دولت‌ها برای تغییر و بازنگری در قوانین، مردم را به تغییر رفتارشان ترغیب کنند.
اکتیویسم می‌تواند در صورت‌های مختلف هنر؛ آرتیویسم (artivism) یا هنرکنشگری (یک تکواژ چندوجهی) نیز بیان شود. رفتار اعتراض‌گونهٔ روزانه مانند نخریدن لباس از یک شرکت به خصوص به خاطر بهره‌کشی از کارگران، شکل دیگری از کنشگری است. به باور یک دیدگاه؛ در نظر داشتن امتیازها و نیز ستم‌ها نسبت به کارکنان و توجه به مرتبهٔ کمپانی‌ها از این نظر در خرید روزانه، یک کنشگری است. تلاش‌هایی آغاز گردیده که چگونگی استفادهٔ گروه‌های فعال کنشگر از رسانه‌های اجتماعی برای تسهیل مشارکت‌های مدنی و اقدام جمعی بررسی و پیگیری شود.
واژه‌نامه برخط ریشه‌شناسی واژه‌های انگلیسی «اکتیویسم» (کنشگری) و «اکتیویست» (کنشگر) را به ترتیب از سال ۱۹۲۰ و از سال ۱۹۱۵ در ردهٔ واژگان (در مفهوم سیاسی) ثبت کرده‌است.
در تاریخ انگلستان شورش دهقانان در نتیجه برقراری مالیات سرانه درگرفت. این شورش با شورشها و انقلابات دیگر در مجارستان، روسیه و جدیدترین آن در سال ۱۹۳۰ در هنگ کنگ هم دوران بود. تحت رهبری مهاتما گاندی هزاران هندی در اعتراض به مالیات‌های سرکوبگرانه دولتشان در رژه نمک شرکت کردند. این راهپیمایی به دستگیری و زندانی شدن ۶۰٫۰۰۰ نفر و درنهایت به استقلال کشورشان انجامید.